# Банк Канады
Банк Кана́ды (англ. Bank of Canada, фр. Banque du Canada) — центральный банк Канады. Банк был создан в 1934 году и регулируется Законом о Банке Канады. Его ответственность связана с определёнными целями, в том числе:
- сохранять низкий и стабильный уровень инфляции (он пытается сохранить уровень инфляции в 2 %, то есть среднюю величину между 1 % и 3 %, что называется целевым интервалом);
- сохранять надёжность денег;
- сохранять финансовую стабильность
- управлять средствами канадского государства и его государственным долгом;
- применять денежно-кредитную политику для сохранения доверия рынка к стоимости канадских денег;
- выпускать и распределять канадские банковские билеты;
- брать на свою ответственность невостребованные счета, владельцы которых не могут быть найдены в течение более чем 10 лет;
- контролировать ставку рефинансирования (или целевую ставку рефинансирования, иначе официальную учётную ставку);
- управлять золотовалютными резервами;
- эмитировать сберегательные сертификаты Канады.

Банк Канады гарантирует открытое и действенное объявление о своих целях и отчёт о своих действиях правительству Канады и канадскому населению. Местопребывание его руководства находится в Оттаве.

## История
Банк Канады был основан в 1934 году в форме частной корпорации, начав свою деятельность в марте следующего года. В начале XX века шёл долгий процесс создания центрального банка. В 1913 году У. Ф. Маклин предложил создать центральный банк, который был бы частным и, в то же время, управлялся бы правительством. Предложение было отвергнуто. В контексте того времени Канада была скорее сельской страной, и плотность её населения была очень низка. Создание центрального банка не представлялось уместным. В отличие от американской, канадская финансовая система оказалась под влиянием британской модели, рекомендующей сокращение числа банковских учреждений. Создание режима филиальных банков было логичным решением для удовлетворения потребностей населения маленьких деревень, рассеянных по громадной территории. Эта система достаточно хорошо функционировала почти на протяжении ста лет, при этом каждое отделение эмитировало кредитные билеты. Крупнейшие банки могли также управлять банковскими счетами правительства. Такое положение вещей сохранялось до экономического кризиса 1929 года.
Этот кризис стал решительным и переломным моментом в процессе создания центрального банка. Премьер-министр Ричард Бэдфорд Беннетт к своему удивлению отметил, что Канаде было сложно производить международные расчёты, когда каждый из множества небольших банков управлял частью счетов правительства. Он потребовал найти прямое средство разрешения этой проблемы. В 1933 году он определил состав королевской комиссии для проведения обследования канадской финансовой системы в мельчайших деталях. Через неделю после представления окончательного отчёта он объявил о своём намерении создать центральный банк. Был принят Закон о Банке Канады, получивший королевское одобрение 3 июля 1934 года, который был основан на приложении к отчёту комиссии Макмиллана «Указания, касающиеся некоторых основных аспектов учреждения в Канаде центрального банка». Банк Канады, основанный в форме открытого акционерного общества, начал свою деятельность в марте 1935 года.
В 1938 году Банк Канады стал государственным учреждением. Ему были доверены как функции, исполнявшиеся до этого другими организациями, так и новые функции, в том числе эмиссия банкнот, агентствами Банка Канады стали налоговые бюро, департамент исследования финансового развития и экономической конъюнктуры Канады и иностранных государств, службы операций с валютой и ценными бумагами, служба государственного долга. С 1934 года Закон о Банке Канады часто изменялся, но смысл работы банка всегда оставался неизменным — регулировать кредитование и денежную систему в интересах хозяйственной жизни страны.

## Организация
Банк Канады обязан своим созданием Закону о Банке Канады и регулируется им. Он обладает правами юридического лица. Его штаб-квартира находится в Оттаве, но по Закону о Банке Канады ему позволено на своё усмотрение учреждать филиалы по всей Канаде и даже за границей по одобрению генерал-губернатора.
Банком Канады руководит правление, состоящее из управляющего, первого заместителя управляющего, четырёх заместителей управляющего (их число при необходимости может быть увеличено или уменьшено Банком Канады). Управляющий и первый заместитель управляющего образуют правление Банка Канады вместе с помощником министра финансов (действующим в качестве члена правления) и 12 другими членами правления. Оно и управляет Банком Канады. Управляющий и первый заместитель управляющего избираются из деятелей с признанной финансовой компетенцией. Они посвящают своё рабочее время обязанностям, которыми наделяет их Закон о Банке Канады или любой другой федеральный закон. Они оба назначаются на семилетний срок без возможности досрочной замены.
Банк Канады имеет в своей структуре десять департаментов:
1. Научных исследований: главным образом, отвечает за обеспечение руководства Банка Канады анализом канадской экономики.
2. Финансовых рынков: берёт на себя совокупность функций оперативного и аналитического характера, будь то осуществление денежно-кредитной политики, управление финансами государства, наблюдение за финансовыми рынками для улучшения осуществления денежно-кредитной политики и т. д.
3. Денежных и финансовых исследований: проводит исследования, связанные с финансовым сектором, внимательно следит за его деятельностью и представляет отчёты для содействия разработке и осуществлению денежно-кредитной политики Банка Канады.
4. Международных отношений: проводит точечный анализ современного развития и предвидит состояние дел в экономике за рубежом, представляет анализы и взгляды по вопросам, интересующим международные финансовые органы, в том числе Международный валютный фонд и, проводит исследования на темы, связанные с международными финансовыми рынками и состоянием дел в экономике за рубежом.
5. Услуг высшему руководству и юридических услуг: участвует в управлении Банком Канады, предоставляя высшему руководству и правлению поддержку в принятии решений. Этот департамент также предоставляет Банку Канады юридические услуги и представляет его в качестве юридического лица.
6. Банковских операций: занимается предоставлением услуг Банка Канады, а также эмиссией денег и обслуживанием клиентов.
7. Связей с общественностью: содействует банку в проявлении открытости и прозрачности. Одним из его важных приоритетов является поддержка правления, играющего первостепенную роль в связях, касающихся денежно-кредитной политики Банка Канады.
8. Контроля: исполняет обязанности по проведению независимой оценки операций Банка Канады от имени высшего руководства и правления банка.
9. Управления долгом или Бюро управления долгом: занимается обеспечением деятельности административных служб и представлением указаний по программе управления долгом правительства.
10. Общих служб: занимается всем остальным от управления служащими до покупки оборудования.

## Взаимодействие с субъектами
Банк Канады состоит в ведении министерства финансов, но имеет определённую независимость по отношению к правительству. Что касается взаимодействия с другими субъектами, то он является центральным банком для коммерческих банков. Он эмитирует деньги и проверяет, достаточно ли ликвидных средств для осуществления платежей имеют эти банки. Важно также, что он является агентом и консультантом канадского федерального правительства. Банк управляет счетами налоговой службы, на которых циркулируют почти все платежи и доходы правительства. Банк заботится о наличии на счетах достаточных средств, чтобы государство могло платить по своим повседневным обязательствам, и размещает избыточные суммы в срочных вкладах.
Он также контролирует канадскую финансовую систему согласно полномочиям, описанным в Законе о банках. Банк Канады может иметь связь с правительствами других стран, покупать и продавать иностранную валюту, а также покупать и продавать специальные права заимствования Международного валютного фонда.
Он предоставляет займы учреждениям — членам Канадской платёжной ассоциации. Он даёт в долг канадскому правительству или какой-либо провинции при условии, что, с одной стороны, непогашенная сумма займов не должна превышать определённой доли приблизительных доходов правительства за текущий отчётный период — одну треть для Канады и одну четвёртую для провинций — и, с другой стороны, займы должны быть погашены к концу первого квартала будущего отчётного года.
Банк Канады принимает прямые вклады канадского правительства и надлежащим образом начисляет на них проценты. Эти вклады могут также производиться местными или иностранными банками, которым разрешено это делать. Он может также принимать вклады компаний или государственных федеральных организаций. Он может открывать счета за пределами страны либо в других центральных банках, либо в таких международных организациях, как Международный валютный фонд, Банк международных расчётов, Международный банк реконструкции и развития и т. д. Банк Канады может приобретать, отдавать внаём и иметь в своём владении недвижимое имущество и распоряжаться им.

## Перспективы
Банк Канады был создан для регулирования канадской экономики. С общегосударственной точки зрения роль этого банка значительна: во-первых, он стремится способствовать экономическому благосостоянию канадских граждан. Он определяет такую денежно-кредитную политику, которая должна снискать доверие канадцев. Но, главным образом, Банк Канады является финансовым агентом федерального правительства. Банк предоставляет государству стратегические рекомендации для обеспечения эффективного управления долгом и продаёт ценные бумаги с торгов коммерсантам и посредникам финансового рынка.
В международном отношении Банк Канады сходен с любым другим центральным банком (США, Европы), но не играет столь важной роли, как в национальном плане. Он может принимать активное участие в международных организациях либо покупая ценные бумаги на других рынках, либо принимая вклады внешних банков. Главным образом, Банк Канады требует от правительства и коммерческих банков подтверждения, что они располагают определённым уровнем ликвидности. Банк также предоставляет рекомендации касательно долга.

## Канадская денежно-кредитная политика
Денежно-кредитная политика Банка Канады состоит в том, чтобы деньги адекватно исполняли свою роль, что необходимо для исправного функционирования канадской экономики. Поэтому мерами применяемой денежно-кредитной политики он старается защищать ценность канадских денег, сохраняя стабильно низкий уровень инфляции. Контроль инфляции в Канаде, к которому стремится Банк Канады и канадское федеральное правительство, представляет собой центральный элемент денежно-кредитной политики. Целью является сдерживание инфляции, оцениваемой с помощью индекса потребительских цен (ИПЦ), в пределах от 1 до 3 %.
Свою денежно-кредитную политику он реализует, главным образом, путём изменения ежедневной целевой ставки рефинансирования. Эта ставка указывает крупным финансовым учреждениям Канады, по какой средней процентной ставке Банк Канады рекомендует им предоставлять друг другу средства в течение одного дня. Изменение им ежедневной целевой ставки рефинансирования обычно отражается на других процентных ставках, в частности на ипотечных и базовых заёмных ставках коммерческих банков. Колебания этой ставки влияют на другие процентные ставки и могут воздействовать на внешнюю ценность канадского доллара.
Уровень процентных ставок и валютный курс определяют денежно-кредитные условия, характеризующие канадскую экономическую конъюнктуру. Изменение процентных ставок отражаются на уровне инфляции. Снижение процентных ставок обычно влечёт за собой увеличение расходов и уменьшение сбережений, при этом обесценение канадского доллара может стимулировать экспорт и сдерживать импорт. Повышение процентных ставок, наоборот, ведёт к сдерживанию внутренних расходов, а повышение стоимости доллара способствует уменьшению экспорта и росту импорта. Если Канада будет вывозить намного больше, чем импортировать, этому будет благоприятствовать слабый доллар, потому что он привлечёт в страну внешний капитал. Если же Канада будет импортировать больше, чем вывозить, лучше будет обратная ситуация для уменьшения издержек.
Основной целью канадской денежно-кредитной политики является обеспечение сохранения инфляции на стабильно низком уровне. Эти меры проводятся также для защиты ценности денег. Чтобы экономика сохраняла своё здоровье, денежно-кредитная политика обязательно должна иметь целью стабильно низкий уровень инфляции для содействия нормальному экономическому росту и созданию рабочих мест. Акцент, сделанный Банком Канады на контроль инфляции, предполагает, что производственный разрыв, то есть разница между производственным потенциалом и эффективным производством в экономике, был максимально сокращён. Канадская денежно-кредитная политика имеет целью регулирование канадской экономики для приглушения спадов и подъёмов безработицы. Банк Канады препятствует пагубному для общества инфляционному подъёму.
У денежно-кредитной политики есть несколько составляющих. Цели контроля инфляции, установленные для Канады Банком Канады и федеральным правительством, являются центральным элементом денежно-кредитной политики. Целью является поддержание инфляции в интервале от 1 до 3 %, измеренной по индексу потребительских цен. Банк Канады также ежедневно изменяет свою целевую ставку рефинансирования. Изменения этой ставки влияют на процентные ставки и на ценность канадских денег. Банк проводит также операции на открытом рынке, например, он может продавать (для сокращения денежной массы) или покупать (увеличивая денежную массу) ценные бумаги федерального правительства у банков, действующих по договору. Банк Канады проводит денежно-кредитную политику путём влияния на краткосрочные процентные ставки. Для этого он повышает и понижает ежедневную целевую ставку рефинансирования. Это процентная ставка, по которой крупные финансовые институты одалживают друг у друга средства на срок в один день. В зависимости от обстоятельств он может проводить ограничительную или экспансионистскую денежно-кредитную политику: в первом случае он повышает учётную ставку, а во втором — понижает.
В апреле 2009 года Банк Канады, признав, что заблуждался относительно экономических перспектив Канады после экономического кризиса 2008—2009 годов, опустил ставку рефинансирования до 0,25 % — низшего уровня за всю свою историю.

### Контроль инфляции
Контроль уровня инфляции — главный пункт канадской денежно-кредитной политики. Этот уровень должен находиться между 1 и 3 % для благоприятствования нормальному экономическому росту. Для регулирования уровня инфляции Банк Канады пользуется процентной ставкой. Если он видит, что этот уровень превосходит 3 %, он повышает процентные ставки с целью сдержать спрос на товары и услуги. В обратном случае, если уровень инфляции опускается ниже определённого порога, то для поддержания спроса Банк понижает процентные ставки.
Уровень инфляции должен быть относительно низким для способствования средне- и долгосрочному инвестированию. Инфляция напрямую отражается на инвестициях, которые влияют на экономический рост. Одним из главных преимуществ преследования вполне определённой цели контроля инфляции является влияние, оказываемое ей на инфляционные ожидания. Это влияние выражается в принятии физическими лицами, предприятиями и органами государственной власти экономических решений, усиливающих способность экономики проявлять непрерывный безынфляционный рост.

### Денежно-кредитные условия
Денежно-кредитные условия определяются двумя показателями: процентной ставкой и валютным курсом. Перемена денежно-кредитной политики имеет значение тогда, когда изменение денежно-кредитных условий оказывает влияние на спрос на товары и услуги. Например, понижение процентных ставок обычно влечёт за собой увеличение расходов и уменьшение сбережений, тогда как обесценение доллара может стимулировать экспортные поставки и сдерживать импорт. Повышение процентных ставок, наоборот, ведёт к сдерживанию внутреннего расходования, а повышение цены доллара способствует уменьшению экспортных поставок и благоприятствует импорту. Последствия денежно-кредитной политики ощутимы в обществе лишь через 18—24 месяца. После этого срока цепная реакция затрагивает всех экономических субъектов и все индикаторы. Таким образом, денежно-кредитная политика должна предвидеть риски в будущем и проблемы, способные вызвать спад или подъём безработицы или инфляции.
Денежно-кредитные условия — это комбинированный эффект уровня процентной ставки и канадского валютного курса. Изменение канадского валютного курса влияет на спрос на товары и услуги: если ценность уменьшается, это благоприятствует увеличению экспортных поставок, числа туристов (например, американцев, приезжающих снимать в Канаде фильмы). Но это вызывает также повышение цен на импортируемые продукты и, в свою очередь, уменьшение импорта. Банк Канады должен принимать во внимание валютный курс, когда хочет изменить ежедневную целевую ставку рефинансирования, потому что денежно-кредитные условия определяются комбинированным действием процентных ставок и валютного курса, и оно позволяет поддерживать экономику на стабильной траектории. Банк Канады старается благоприятствовать положительному экономическому климату с низким уровнем инфляции, что позволяет создавать рабочие места — то есть достигать главной цели канадской денежно-кредитной политики.
Для адекватной денежно-кредитной политики Банк Канады использует индекс денежно-кредитных условий, объединяющий процентную ставку и валютный курс. Изменение валютного курса на 3 пункта равноценно изменению процентной ставки на 1 пункт. В ответ на развитие экономики он принимает решения, ориентируясь на эти индексы. Например, когда Банк Канады должен прямо воздействовать на денежно-кредитную политику, валютный курс может оказаться под влиянием изменения ежедневной целевой ставки рефинансирования. Таким образом, повышение процентной ставки часто означает увеличение вложения капитала в Канаду из-за рубежа, а также занятие долларом значительных позиций. Банк Канады пытается также сохранять денежно-кредитные условия, соответствующие долгосрочным целям денежно-кредитной политики. От момента определения денежно-кредитной политики до времени её реального воздействия на экономику наблюдается некоторая задержка от 18 до 24 месяцев. Причиной этой задержки является долгий процесс последовательного взаимовлияния факторов, при этом она необходима для ограничения наложения денежно-кредитных условий и для влияния на уровень инфляции.

### Критика Банка Канады и его экономической политики
Критики денежно-кредитной политики Банка Канады утверждают, что она должна преследовать другие цели, отличные от стабильности цен или инфляции. К тому же, некоторые считают, что Банк Канады должен разъяснять канадцам, что денежно-кредитная политика, нацеленная на контроль инфляции, не оставляет в стороне колебания занятости и объёма производства и не ведёт к экономике, систематически функционирующей хуже, чем хотелось бы. Цель стабильности цен, или поддержания инфляции на очень низком уровне вообще исключает возможность использовать отрицательные реальные процентные ставки, то есть номинальные процентные ставки ниже уровня инфляции, для стимулирования экономики, если бы это оказалось необходимым. Таким образом, следовало бы избегать стремления к низкому уровню инфляции, чтобы сохранить широкий простор для маневрирования, который отрицательные реальные процентные ставки предоставляли бы государственным руководителям в период вялости хозяйственной деятельности. Критической стороной политики Банка Канады относительно инфляции является негибкость заработной платы.
Банк Канады сталкивается с некоторыми неопределённостями. Первая состоит в том, что американская процентная ставка может непредсказуемо изменяться, если их национальный доход вдруг слишком быстро меняется. Неопределённость канадского рынка тесно связана с неопределённостью американского рынка, и она легко может вырасти, когда частный сектор недостаточно ясно увидит долгосрочные цели, к которым стремится политика Банка Канады. Неопределённость увеличивается ограниченностью расчётной способности Банка Канады. Когда центральный банк проводит свою денежно-кредитную политику, он также не знает, как финансовые круги и население отреагируют на его заявления и действия. Вместе с распространением неопределённости это показывает, что канадская финансовая система больше не является замкнутой системой, центром которой выступает центральный банк. Банк Канады стал открытой системой, как и рынок, на котором он отличается от других своими специфическими обязанностями. Он не может измерять или контролировать наличные ликвидные средства в канадских долларах когда пожелает. Иными словами, он потерял контроль над количеством канадских наличных денег.
Денежно-кредитная политика Банка Канады проистекает из точки зрения лишь одного человека, назначаемого каждые семь лет и непрерывно сохраняющего место из срока в срок, и это препятствует любым переменам в экономической политике банка.
В течение 1990-х годов управляющий Банком Канады совершил многочисленные ошибки. Во время азиатского финансового кризиса Банк Канады резко изменил свою экономическую политику поддержания инфляции для защиты канадского доллара. Также он ответствен и за падение доллара в конце 1990-х годов, потому что не дождался, пока ФРС США ослабит давление на свои ставки во время азиатского кризиса.
Банк Канады критикуется также за сохранение своей краткосрочной ставки рефинансирования ниже, чем в США. Это отчасти поддержало слабость доллара и сократило его возможности действовать, сделав его зависимым от ФРС США. Даже если слабый доллар благоприятен для экспортных поставок, в долгосрочной перспективе политика Банка Канады скрывает неэффективность, не стимулирует поиск прибыли от роста производительности и вложения капитала и, стало быть, может серьёзно снизить конкурентоспособность канадских транснациональных предприятий. Это может побудить предприятия, получающие пользу от падения канадского доллара, ожидать, пока он ещё больше упадёт, чтобы начать инвестировать.
Также экономическая политика Банка Канады критикуется за то, что он должен либо принять американский доллар, либо, по меньшей мере, установить паритет между канадским и американским долларами. Так как американцы покупают более 85 % канадских экспортных поставок, это могло бы ещё более повысить уровень жизни канадцев. К тому же, канадский доллар с начала 1980-х годов так и не прекратил падать по отношению к американскому доллару. Так как Банк Канады часто критикуется за то, что находится под влиянием ФРС США, некоторые дошли до того, что утверждают, что постоянный валютный курс положит конец всякого рода влиянию американского правительства. Таким образом, система, в которой Банк Канады становится тринадцатым региональным банком американской сети, вполне возможна; Канада могла бы даже попытаться получить постоянное кресло в Федеральном комитете по операциям на открытом рынке ФРС США (FOMC).
Некоторые экономисты возразили против контроля над инфляцией на уровне, близком к нулю. Например, Пол Кругман утверждал:
«Негибкость номинальной заработной платы означает, что попытки достичь очень низкого уровня инфляции уменьшают эластичность реальной заработной платы и, следовательно, с течением времени увеличивают уровень безработицы. В Канаде, где Банк Канады всемерно старается достичь стабильности цен, уровень безработицы остаётся намного выше, чем в США. Канада страдает от жёсткости заработной платы, и эта проблема связана не только с микроэкономической структурой Канады, но в особенности с антиинфляционной политикой Банка Канады. Таким образом, в нескольких словах: вера в то, что стабильность цен — это важная причина, от которой все получают выгоду, ни на чём не основана, самое большее это вера, широко распространённая людьми Банка Канады. Преимущества стабильности цен и низкого уровня инфляции неочевидны, потому что велики издержки на их достижение и в инфляции на почти нулевом уровне нет ничего хорошего в долгосрочной перспективе».
— Пол Кругман. Stable Prices and Fast Growth: Just Say No, 1996.

## Другие функции
Банк Канады также занимается невостребованными остатками на счетах. Для этого приводится опубликование банковских счетов, с которыми в течение десяти лет не проводилось никаких операций (до перевода в Банк Канады). Имя владельца счёта, название предприятия, к которому он относился (если такое имеет место), и переводимая сумма публикуются, для того чтобы законные собственники могли получить её обратно.
Государственными облигациями Канады, ежегодно эмитируемыми федеральным правительством Канады, также управляет Банк Канады. Так канадцы могут давать кредиты правительству для облегчения управления финансированием государственного долга.
Банк Канады также прикладывает усилия для обнаружения поддельных банковских билетов. Он сотрудничает с другими центральными банками и канадскими полицейскими всех уровней для обеспечения безопасности новых банковских билетов, информирования населения и наказания фальшивомонетчиков.
Банк Канады предлагает также услуги по погашению испорченных кредитных билетов.

## Управляющие
- 2008—2013 годы — Марк Карни (после ухода с этого поста возглавил Банк Англии);
- 2013—2020 годы — Стивен Полоз;
- 2020—н.в. — Тифф Маклем.